# Watertown Wolves
Watertown Wolves je profesionální americký klub ledního hokeje, který sídlí ve Watertownu ve státě New York. Založen byl v roce 2010 pod názvem 1000 Islands Privateers. Svůj současný název nese od roku 2014. Do profesionální FHL vstoupil v ročníku 2010/11. Své domácí zápasy odehrává v hale Duffy Fairgrounds s kapacitou 2 500 diváků. Klubové barvy jsou černá, modrá a bílá.
Jedná se o rekordního dvojnásobného vítěze FHL (sezóny 2014/15 a 2017/18).

## Historické názvy
Zdroj: 
- 2010 – 1000 Islands Privateers
- 2013 – Watertown Privateers
- 2014 – Watertown Wolves

## Úspěchy
- Vítěz FHL ( 2× )
  - 2014/15, 2017/18

## Přehled ligové účasti
Zdroj: 
- 2010– : Federal Hockey League